# 伊吉烏鄉
46°08′40″N 23°30′56″E / 46.14444°N 23.51556°E
伊吉烏鄉（羅馬尼亞語：Comuna Ighiu, Alba），是羅馬尼亞的鄉份，位於該國中部，由阿爾巴縣負責管轄，面積126平方公里，海拔高度254米，2011年人口6,283，人口密度每平方公里51人。